# Station St Denys
St Denys is een spoorwegstation van National Rail in St. Denys, Southampton (Engeland) in Engeland. Het station is eigendom van Network Rail en wordt beheerd door South Western Railway. Het station is geopend in 1866.